# 监狱暴动
监狱暴动或监狱骚乱是一群囚犯针对监狱管理人员、狱警或其他囚犯群体，所采取的联合反抗或扰乱行为。监狱暴动的相关学术研究强调监狱条件（如监狱过度拥挤）与暴动之间的联系， 或者讨论现代监狱暴动的动态。
20世纪后期，一些新的研究成果对监狱暴动的原因开始发生变化。监狱暴动在以前被认为是囚犯的非理性行为，随着当局将监狱过度拥挤等外部条件列为可能的诱因后，分析和结论的方式也发生转变。
除此之外，很大一部分学术研究集中在监狱暴动的具体案例； 还有分析和审查监狱罢工以及囚犯劳动工人发生争执的事件。